# Jan Szelnog
Jan Szelnog, Szelner (ur. 1528 w Jarosławiu, zm. 1603 tamże) – kuśnierz, rajca rady miasta Jarosławia.

## Życiorys
Urodził się w 1528 roku jako syn Pawła Szelnera zwanego Niemcem, z zawodu tkacza. Ławnik w latach 1596–1602, rajca w latach 1602–1604, burmistrz powietrzny w latach 1602–1603. Był członkiem Bractwa Literatów NMP i właścicielem domu przy ul. Zamkowej (obecnie Sobieskiego).
Zmarł w 1604 roku w Jarosławiu.

## Życie prywatne
Żonaty z Magdalen Gliszczanką miał dwóch synów Stanisława (zm. 1613) i Walentego.

## Literatura
- Jakub Makara, Dzieje parafii jarosławskiej od początku do r. 1772, Jarosław 1935.
- Krystyna Kieferling, Jarosław w czasach Anny Ostrogskiej, Przemyśl 2008